# Bulharská menšina v Česku
Bulharská menšina v Česku je jednou z etnických menšin v zemi.

## 19. století
Důležitost Bulharů vzrostla v době Národního obrození v 19. století a souvisejících idejí panslavismu. Mezi průkopníky slavistiky (včetně bulharistiky) byly české osobnosti jako Josef Dobrovský, František Ladislav Čelakovský, Ján Kollár, Karel Jaromír Erben a především Pavel Josef Šafařík, který měl blízké vztahy s bulharskými studenty v Praze. Jeho zájem o bulharské dějiny, jazyk a lid pomohl posílit bulharské sebeuvědomění.
V roce 1862 založili bulharští a čeští studenti tajnou společnost Pobratim, aby podpořili hnutí bulharské nezávislosti na Osmanské říši a sjednocení slovanských národů. V roce 1869 vznikla ve městě Tábor za stejným účelem Bulharská matice. Následovala tzv. „česká invaze“ do Bulharska, jejíž hlavní osobností byl Šafaříkův vnuk Konstantin Josef Jireček. Ten pomohl se zavedením bulharských státních služeb a stal se bulharským ministrem školství.
Bulharský stát pomáhalo budovat mnoho českých učitelů, řemeslníků a umělců (např. Ivan Mrkvička). Čeští podnikatelé v Bulharsku založili hlavně cukrovary a pivovary. Naopak mnoho Bulharů imigrovalo do českých zemí; byli to hlavně dělníci a studenti, kteří chtěli získat vzdělání na českých univerzitách. V roce 1890 vznikl první oficiální česko-bulharský spolek (Bulharská sednjanka).

## Po II. světové válce
Mnoho Bulharů uprchlo do Československa, když bylo Bulharsko (tehdejší spojenec Německa) na konci války okupováno Rudou armádou. Další tisíce Bulharů imigrovaly do oblastí vylidněných po odsunu Němců z Československa.
Přátelský vztah Čechů k Bulharům utrpěl tím, že se bulharská armáda účastnila invaze vojsk Varšavské smlouvy do Československa v roce 1968.
K 31. prosinci 2011 v Česku žilo 7 435 Bulharů, k 31. prosinci 2012 to bylo 8 222 Bulharů a k 31. prosinci 2013 to bylo 9 132 Bulharů.